# 사이버펑크: 엣지러너
《사이버펑크: 엣지러너》(영어: Cyberpunk: Edgerunners, 일본어: サイバーパンク エッジランナーズ)는 CD 프로젝트 레드의 비디오 게임 《사이버펑크 2077》에 기반한 2022년 사이버펑크 일본 웹 애니메이션이다. CD 프로젝트의 감독하에 트리거가 제작을 맡았으며 넷플릭스를 통해 2022년 9월 방영됐다.
마이크 폰드스미스가 만든 사이버펑크 유니버스에서, 《엣지러너》는 《사이버펑크 2077》로부터 약 1년 전의 사건을 다루는 프리퀄이다. 주인공은 기술과 인간 변형가 만연한 미래 도시에 거주하는 길거리 소년 데이비드로, 생존을 위해 불법 용병 엣지러너 '사이버펑크'로서 활동하는 이야기를 그렸다.
방송 당시 《사이버펑크: 엣지러너》는 캐릭터, 애니메이션과 세계 설정으로 호평을 받았다.

## 등장인물
데이비드 마르티네즈 (David Martinez, デイビッド・マルティネス)
성우 - KENN (일본어); 잭 아귈라 (영어)
명문 아라사카 아카데미의 상위권 학생인 히스패닉계 10대 소년. 가난한 가정 출신이라 반 친구들에게 괴롭힘을 당했고 학교에 소속되어 있지 않다고 느낀다. 갑작스럽고 파괴적인 개인적 비극이 그를 교육에서 멀어지게 하고 엣지러너가 되는 길로 인도한다.
루시 (Lucy, ルーシー)
성우 - 유우키 아오이 (일본어); 에미 로 (영어)
데이비드에게 나이트 시티의 범죄 지하 세계를 소개시켜주는 젊은 넷러너. 아라사카에 대해 특히 증오하고 달 여행을 꿈꾼다.
메인 (Maine, メイン)
성우 - 토치 히로키 (일본어); 윌리엄 C. 스티븐스 (영어)
자신의 크루를 지휘하는 베테랑 엣지러너다. 글로리아의 고객 중 한 명이며 데이비드가 그의 안내로 크루에 합류할 수 있도록 허락한다.
도리오 (Dorio, ドリオ)
성우 - 카이덴 미치코 (일본어); 마리 웨스트브룩 (영어)
메인의 여자친구이자 2인자
키위 (Kiwi, キーウィ)
성우 - 혼다 타카코 (일본어); 스테파니 웡 (영어)
베테랑 넷러너이자 메인 크루의 멤버다.
필라 (Pilar, ピラル)
성우 - 타카기 와타루 (일본어); 이안 제임스 콜렛 (영어)
입버릇이 나쁜 기술자이자 메인 크루의 멤버. 레베카의 오빠이기도 하다.
레베카 (Rebecca, レベッカ)
성우 - 쿠로사와 토모요 (일본어); 알렉스 카사레스 (영어)
엣지러너이자 메인 크루의 멤버다. 필라의 여동생이기도 하다.
패러데이 (Faraday, ファラデー)
성우 - 이노우에 카즈히코 (일본어); 잔카를로 에스포지토 (영어)
밀리테크에서 일하는 수리공이다. 메인 크루와 사업 관계를 맺고 있으며, 종종 그들을 고용하여 아라사카에 대한 산업 스파이 활동을 수행한다.
글로리아 마르티네즈 (Gloria Martinez, グロリア・マルティネス)
성우 - 히노 유리카 (일본어); 글로리아 가라유아 (영어)
데이비드의 어머니이자 아라사카 아카데미의 학비를 마련하기 위해 뼈 빠지게 일하는 구급대원이다.
리퍼닥 (Ripperdoc, リパードク)
성우 - 츠다 켄지로 (일본어); Borge Etienne (영어)
데이비드의 사이버네틱 임플란트를 업그레이드하고 설치해주고 억제제를 제공한다.
팔코 (Falco, ファルコ)
성우 - 카세 야스유키 (일본어); 매슈 머서 (영어)
도주 운전사로 일하는 메인 크루 중 한 명이다.

## 제작
《엣지러너》는 2020년 6월 25일에 진행된 라이브스트리밍 "나이트 시티 와이어"에서 스튜디오 트리거와 CD 프로젝트와의 공동제작 작품으로서 처음 발표됐다. 이마이시 히로유키가 디렉터를 맡았으며, 각본은 오츠카 마사히코와 우사 요시키, 캐릭터 디자인 및 애니메이션 디렉터는 요시나리 요우, 보조 캐릭터 디자이너로 카네코 유토와 요시가키 유스케, 보조 디렉터로 카네코 히로유키, 크리에이티브 디렉터로 와카바야시 히로미, 그리고 작곡가로 야마오카 아키라가 참가했다. 애니메이션의 여는 곡은 프란츠 퍼디난드의 "This Fffire" , 닫는 곡은 다비트 포트시아드워의 "Let You Down"이다. 엣지러너는 또한 게임 내 라디오 방송의 노래들을 사용했다.

## 각화 리스트
| 화수 | 제목                                                               | 각본                          | 그림 콘티                              | 연출              | 작화 감독                                                                                    |
| ---- | ------------------------------------------------------------------ | ----------------------------- | -------------------------------------- | ----------------- | -------------------------------------------------------------------------------------------- |
| 1    | Let You Down／期待を背に Let You Down [기대와 실망]                | 우사 요시키                   | 카네코 요시유키                        | 카네코 요시유키   | 타케다 나오키 요시가키 유스케                                                                |
| 2    | Like A Boy／少年は何を思う Like A Boy [소년처럼]                   | 우사 요시키 오오츠카 마사히코 | 카네코 요시유키                        | 시모다이라 유이치 | 하세가와 테츠야 사카모토 마사루                                                              |
| 3    | Smooth Criminal／裏稼業 Smooth Criminal [어둠의 무리]              | 우사 요시키 오오츠카 마사히코 | 아메미야 아키라                        | 오오와다 마이     | 타무라 에미 카네코 유토                                                                      |
| 4    | Lucky You／ツキが回って Lucky You [행운아]                         | 우사 요시키 오오츠카 마사히코 | 카네코 요시유키                        | 후루카와 아키라   | 하가노 요시후미 도이 시몬                                                                    |
| 5    | All Eyez On Me／刺さる目線 All Eyez On Me [시선 집중]              | 우사 요시키 오오츠카 마사히코 | 나카노 코다이                          | 나카노 코다이     | 아라이 히로키 우다 사키코                                                                    |
| 6    | Girl on Fire／炎に包まれて Girl On Fire [불꽃에 휩싸이다]          | 우사 요시키 오오츠카 마사히코 | 이카라시 카이                          | 카네코 요시유키   | 이카라시 카이 칸노 이치고                                                                    |
| 7    | Stronger／もっと強く Stronger [더욱 강한 모습으로]                 | 오오츠카 마사히코             | 미야지마 요시히로                      | 무네히로 토모유키 | 요시가키 유스케 타케다 나오키                                                                |
| 8    | Stay ／いかないで Stay [가지 마]                                   | 오오츠카 마사히코             | 미야지마 요시히로                      | 시모다이라 유이치 | 타무라 에미 하세가와 테츠야 아라이 히로키 타케다 나오키 요시가키 유스케                      |
| 9    | Humanity／人間らしさ Humanity [인간답게]                           | 오오츠카 마사히코             | 카네코 요시유키                        | 후루카와 아키라   | 하가노 요시후미 도이 시몬                                                                    |
| 10   | My Moon My Man／私の月、私の恋 My Moon My Man [나의 달, 나의 사랑] | 오오츠카 마사히코             | 이마이시 히로유키 스시오 요시나리 요우 | 나카노 코다이     | 스시오 요시가키 유스케 하세가와 테츠야 아라이 히로키 도이 시몬 하가노 요시후미 요시나리 요우 |

### 참조주
1. ↑  “Netflix, CD Projekt Red, and Studio Trigger Come Together For Global Anime Cyberpunk: Edgerunners”. 《Netflix Media Center》 (보도 자료). 2020년 6월 25일.
2. ↑  Frederiksen, Erik (2022년 6월 8일). “Netflix's Cyberpunk: Edgerunners Anime Finally Has A Teaser Trailer and Clip”. 《GameSpot》. 2022년 6월 8일에 확인함.
3. ↑  Skrebels, Joe (2020년 6월 25일). “Cyberpunk: Edgerunners, a Cyberpunk 2077 Anime Announced”. 《IGN》. 2022년 8월 17일에 확인함.
4. ↑  Sherman, Jennifer (2020년 6월 25일). “Trigger Announces Cyberpunk: Edgerunners Anime for Netflix Debut in 2022”. 《Anime News Network》. 2022년 8월 17일에 확인함.
5. ↑  Pineda, Rafael (2022년 6월 9일). “Studio Trigger's Cyberpunk: Edgerunners Anime Reveals More Staff, September Debut in Teaser, Clip”. 《Anime News Network》. 2022년 6월 9일에 확인함.
6. ↑  Blum, Jeremy (2022년 8월 18일). “Cyberpunk: Edgerunners Anime Reportedly Gets a Netflix Premiere Date”. 《Comic Book Resources》. 2022년 8월 18일에 확인함.
7. ↑  Liu, Stephanie (2022년 7월 4일). “Trigger Reveals Cyberpunk Edgerunners Opening”. 《Silicon Era》. 2022년 7월 4일에 확인함.
8. ↑  McMahon, Andrew (2022년 9월 12일). “Cyberpunk: Edgerunners Gets an Atmospheric Ending Theme Called "Let You Down"”. 《Twinfinite》. 2022년 9월 12일에 확인함.
9. ↑  “Cyberpunk: Edgerunners soundtrack – Every song in the Netflix anime series” (Radio Times). 2022년 9월 29일에 확인함.